# Bernstorff Isfjord
Bernstorff Isfjord är en fjord i Grönland (Kungariket Danmark).   Den ligger i kommunen Sermersooq, i den södra delen av Grönland, 500 km öster om huvudstaden Nuuk.